# Абу Бакр Кайрат
Абу Бакр Кайрат (на арабски: أبو بكر خيرت; на английски: Abu Bakr Khairat, Abu Bakr Khayrat) е египетски архитект, пианист и композитор на класическа музика, сред представителите на първото поколение класически композитори в страната.
Той е основател и първи ректор на Консерваторията в Кайро.

## Биография
Абу Бакр Кайрат е роден през 1910 година в семейството на Махмуд Кайрат – образован египтянин, изучавал френска литература, автор на поезия, художник и фотограф. Домът му е средище на музиканти, художници и литератори. Баща му е участвал в обществения и политически живот в Египет, вземайки участие в Революцията от 1919 година.
Детството на Абу Бакр преминава в изтънчена артистична среда, където под влиянието на източната арабска музика се научава да свири на лютня. Когато е на 5 години, Абу Бакр Кайрат проявява голям музикален талант и баща му го записва на уроци по цигулка и теория на музиката при известния за времето си египетски музикант Ахмед Дада.
През 1930 година Абу Бакр Кайрат завършва специалност „Ахитектура“ в Университета в Кайро и получава назначение в Министерството на инфраструктурата. По-късно прави специализация в Париж и получава диплом от Института по градоустройство. През цялото време, докато е във Франция, изучава усилено западната класическа музика.
Връща се в Египет през 1935 година и продължава да работи като архитект до 1947 година, когато основава собствено проектантско бюро. От 1935 до 1944 година Абу Бакр Кайрат пише множество класически композиции, в които съчетава традициите на египетската национална музика и елементи от западноевропейската класическа музика. През 1944 година става член-съосновател на асоциация за модернизиране на египетската музика, която има за цел да разпространи музикалната култура в Египет.
В годините около Революцията от 1952 година Кайрат заема някои ключови позиции в музикалния живот на Египет, като член на Висшия съвет за изкуства и социални грижи и преподавател и ректор на Консерваторията в Кайро, основана през 1959 година. Почива в офиса си в Консерваторията на 24 октомври 1963 година.
Абу Бакр Кайрат е автор на 3 симфонии, симфонична сюита по коптски теми, концерт за пиано и оркестър, пиеси за пиано, камерно-инструментални пиеси. През 1954 година Кайрат гастролира в СССР като пианист.
Негов племенник е композиторът Омар Кайрат (عمر خيرت, Omar Khairat).